# Penman Monteith公式
Penman–Monteith公式由Penman公式推廣而來，是用於計算净蒸散量（Evapotranspiration，ET），需要的输入數據為每日平均温度、风速、相對濕度和日射量。
联合国粮食及农业组织（FAO）对蒸散量进行建模的标准方法使用Penman–Monteith公式。 美国土木工程师学会的标准方法修改了Penman–Monteith公式，時間步階由每日改為以每小时。 SWAT模型是许多使用Penman-Monteith公式估算蒸散量的GIS集總式水文模型。
蒸散贡献在流域的水平衡中非常重要，但通常不会在结果中强调，因为相对于更直接测量的现象（例如雨水和溪流），该分量的精度通常较弱。除天气不确定性外，Penman-Monteith方程还对特定于植被的参数（例如气孔阻力）敏感。 

## Monteith（1981）
Monteith在1981改善Penman公式為Penman Monteith公式為以下形式：
{\displaystyle ET_{0}={\Delta (R_{n}-G)+\rho _{a}c_{p}{e_{s}-e_{a} \over r_{a}} \over \Delta +\gamma (1+{r_{s} \over r_{a}})}}（式1）
其中：
Rn為全天空日射量(MJ m-2 day-1)
G為地表熱通量(MJ m-2 day-1)
ρa為空氣密度
cp為空氣比熱
es 為飽和蒸汽壓，可由Goff-Gratch方程式計算
ea 為實測蒸氣壓，即為相對溼度乘上es
ra為空氣動力學阻力
rs為植披所造成的傳輸阻力
Δ為水蒸氣飽和曲線對溫度作圖之斜率（ kPa/ °C），可用式2計算：
{\displaystyle \Delta ={4099e_{a} \over (T+237.3)^{2}}}，溫度單位為°C（式2）
γ：乾溼度常數（psychrometric constant）可用式3計算：
{\displaystyle \gamma =0.00163{P \over \lambda }}，P為大氣壓力（kPa），{\displaystyle \lambda }為水氣化潛熱2.453 （MJ /kg）（式3）

## FAO簡化形式
ra的計算較為繁複，需要風速、地表粗糙長度等資料；rs則受葉面積指數(LAI)、葉片形狀等因素影響，因此這兩個參數隨不同地表、不同作物而有差異，這使得Penman-Monteith方程式之泛用性受限。而後聯合國糧食及農業組織為推廣此公式適用於所有地區，故選定參考作物之實驗數據，並以以下假設簡化參數：
(1)  假設參考作物高度為0.12 （m），且其葉面反射率為0.23。
(2)      令空氣動力學阻力ra = 208/u2 s m-1
(3)      令植披所造成的傳輸阻力rs = 70 s m-1
故將Penman-Monteith方程式簡化如下：
{\displaystyle ET_{0}={0.408\Delta (R_{n}-G)+{900 \over T-273}u_{2}(e_{s}-e_{a}) \over \Delta +\gamma (1+0.34u_{2})}}（式4）
其中：
ETo reference evapotranspiration (mm day-1)
Rn 全天空日射量(MJ m-2 day-1)
G 地表熱通量(MJ m-2 day-1)
T 日平均氣溫(°C)
u2 離地表兩公尺之風速(m s-1)
es 飽和蒸汽壓(kPa)，可由Goff-Gratch方程式計算
ea 實測蒸氣壓(kPa)，即為相對溼度乘上es
es - ea 飽和蒸汽壓差 (kPa)
Δ 水蒸氣飽和曲線對溫度作圖之斜率 (kPa °C-1)
γ 乾溼度常數 (kPa °C-1)
式4為聯合國糧食及農業組織所開發之作物模擬軟體 AquaCrop所採用。在 AquaCrop中，各种形式的作物系数（K c ）解释了建模的特定植被与参考蒸散量（RET或ET 0 ）标准之间的差异。应力系数（K s ）解释了由于环境应力而导致的ET降低（例如，土壤饱和度降低了根区O 2 ，低土壤湿度会引起枯萎，空气污染和盐分化）。

## Priestley-Taylor形式
Priestley-Taylor公式是Penman-Monteith公式的另一簡化版本，其將空氣非飽和水蒸氣和對流項簡化為單個經驗常數α。 PT模型可以表示如下：
{\displaystyle ET_{0}pt=\alpha {\Delta (R_{n}-G) \over \lambda _{u}(\Delta +\gamma )}1000}（式5）
其中：
ETpt：Priestley-Taylor蒸散量，單位為mm day-1 
α ：解釋蒸汽壓差和電阻值的經驗常數[-] 
通常，開放水域的α為1.26，但取值範圍很廣，從小於1（潮濕條件）到幾乎2（乾旱條件）。